# Nguyễn Thị Mai Phương
Nguyễn Thị Mai Phương (sinh ngày 10 tháng 8 năm 1970) là một nữ chính trị gia người Việt Nam. Bà hiện là đại biểu quốc hội Việt Nam khóa 14 nhiệm kì 2016-2021, thuộc đoàn đại biểu quốc hội tỉnh Gia Lai, Ủy viên Thường trực Ủy ban Pháp luật của Quốc hội, Phó Chủ tịch Nhóm Nghị sĩ hữu nghị Việt Nam - Myanmar (đại biểu chuyên trách trung ương). Bà đã trúng cử đại biểu Quốc hội năm 2016 ở đơn vị bầu cử số 1, tỉnh Gia Lai gồm thành phố Pleiku và các huyện: Chư Păh, Ia Grai, Đức Cơ, Chư Prông.

## Xuất thân
Nguyễn Thị Mai Phương sinh ngày 10 tháng 8 năm 1970 quê quán ở xã Duyên Hà, huyện Thanh Trì, thành phố Hà Nội. 
Bà hiện cư trú ở Căn hộ 806, chung cư Bộ Khoa học và Công nghệ, đường Nguyễn Văn Huyên, tổ dân phố số 22, phường Quan Hoa, quận Cầu Giấy, thành phố Hà Nội.

## Giáo dục
- Giáo dục phổ thông: 12/12
- Đại học Tổng hợp Hà Nội chuyên ngành Luật học
- Thạc sĩ Quản lý (Khoa học và công nghệ)
- Cao cấp lí luận chính trị

## Sự nghiệp
Bà gia nhập Đảng Cộng sản Việt Nam vào ngày 18/12/2002.
Khi lần đầu ứng cử đại biểu Quốc hội Việt Nam khóa 14 vào tháng 5 năm 2016 bà đang là ủy viên Thường vụ Đảng ủy, Chủ nhiệm Ủy ban Kiểm tra Đảng ủy Bộ Khoa học và Công nghệ, Vụ trưởng Vụ pháp chế, Bộ Khoa học và Công nghệ, làm việc ở Bộ Khoa học và Công nghệ.
Bà đã trúng cử đại biểu quốc hội năm 2016 ở đơn vị bầu cử số 1, tỉnh Gia Lai gồm thành phố Pleiku và các huyện: Chư Păh, Ia Grai, Đức Cơ, Chư Prông, được 306.329 phiếu, đạt tỷ lệ 76,51% số phiếu hợp lệ.
Bà hiện là Ủy viên Thường trực Ủy ban Pháp luật của Quốc hội, Phó Chủ tịch Nhóm Nghị sĩ hữu nghị Việt Nam - Myanmar (đại biểu chuyên trách trung ương).
Bà đang làm việc ở Ủy ban Pháp luật của Quốc hội.